# Coppa del Mondo di sci alpino 2015
La Coppa del Mondo di sci alpino 2015 è stata la quarantanovesima edizione della manifestazione organizzata dalla Federazione Internazionale Sci; ha avuto inizio il 25 ottobre 2014 a Sölden, in Austria, e si è conclusa il 22 marzo 2015 a Méribel, in Francia. Nel corso della stagione si sono tenuti a Vail e Beaver Creek i Campionati mondiali di sci alpino 2015, non validi ai fini della Coppa del Mondo, il cui calendario ha contemplato dunque un'interruzione nel mese di febbraio.
In campo maschile sono state disputate 37 delle 38 gare in programma (10 discese libere, 7 supergiganti, 8 slalom giganti, 10 slalom speciali, 2 combinate), in 19 diverse località. L'austriaco Marcel Hirscher (detentore uscente) si è aggiudicato nuovamente sia Coppa del Mondo generale, sia quelle di slalom gigante e di slalom speciale; il norvegese Kjetil Jansrud ha vinto le Coppe di discesa libera e di supergigante.
In campo femminile sono state disputate 32 delle 34 gare in programma (8 discese libere, 7 supergiganti, 7 slalom giganti, 9 slalom speciali, 1 combinata), in 15 diverse località. L'austriaca Anna Fenninger (detentrice uscente) si è aggiudicata nuovamente la Coppa del Mondo generale, unitamente a quella di slalom gigante; la statunitense Lindsey Vonn ha vinto le Coppe di discesa libera e di supergigante e la sua connazionale Mikaela Shiffrin quella di slalom speciale.
Per la decima stagione consecutiva, in occasione delle finali di Méribel, è stata disputata una gara a squadre mista valida per l'assegnazione della Coppa delle Nazioni.

## Uomini

### Risultati
| Data             | Località                | Nazione     | Pista                          | Spec. | Primo                | Secondo                                | Terzo                  |
| ---------------- | ----------------------- | ----------- | ------------------------------ | ----- | -------------------- | -------------------------------------- | ---------------------- |
| 26 ottobre 2014  | Sölden                  | Austria     | Rettenbach                     | GS    | Marcel Hirscher      | Fritz Dopfer                           | Alexis Pinturault      |
| 16 novembre 2014 | Levi                    | Finlandia   | Levi Black                     | SL    | Henrik Kristoffersen | Marcel Hirscher                        | Felix Neureuther       |
| 29 novembre 2014 | Lake Louise             | Canada      | Men’s Olympic Downhill         | DH    | Kjetil Jansrud       | Guillermo Fayed Manuel Osborne-Paradis |                        |
| 30 novembre 2014 | Lake Louise             | Canada      | Men’s Olympic Downhill         | SG    | Kjetil Jansrud       | Matthias Mayer                         | Dominik Paris          |
| 5 dicembre 2014  | Beaver Creek            | Stati Uniti | Birds of Prey                  | DH    | Kjetil Jansrud       | Beat Feuz                              | Steven Nyman           |
| 6 dicembre 2014  | Beaver Creek            | Stati Uniti | Birds of Prey                  | SG    | Hannes Reichelt      | Kjetil Jansrud                         | Alexis Pinturault      |
| 7 dicembre 2014  | Beaver Creek            | Stati Uniti | Birds of Prey                  | GS    | Ted Ligety           | Alexis Pinturault                      | Marcel Hirscher        |
| 12 dicembre 2014 | Åre                     | Svezia      | Olympia                        | GS    | Marcel Hirscher      | Ted Ligety                             | Stefan Luitz           |
| 14 dicembre 2014 | Åre                     | Svezia      | Olympia                        | SL    | Marcel Hirscher      | Felix Neureuther                       | Aleksandr Chorošilov   |
| 19 dicembre 2014 | Val Gardena             | Italia      | Saslong                        | DH    | Steven Nyman         | Kjetil Jansrud                         | Dominik Paris          |
| 20 dicembre 2014 | Val Gardena             | Italia      | Saslong                        | SG    | Kjetil Jansrud       | Dominik Paris                          | Hannes Reichelt        |
| 21 dicembre 2014 | Alta Badia              | Italia      | Gran Risa                      | GS    | Marcel Hirscher      | Ted Ligety                             | Thomas Fanara          |
| 22 dicembre 2014 | Madonna di Campiglio    | Italia      | 3-Tre                          | SL    | Felix Neureuther     | Fritz Dopfer                           | Jens Byggmark          |
| 28 dicembre 2014 | Santa Caterina Valfurva | Italia      | Deborah Compagnoni             | DH    | Travis Ganong        | Matthias Mayer                         | Dominik Paris          |
| 1º gennaio 2015  | Monaco di Baviera       | Germania    | Olympiapark                    | P     | annullata            | annullata                              | annullata              |
| 6 gennaio 2015   | Zagabria Sljeme         | Croazia     | Crveni Spust                   | SL    | Marcel Hirscher      | Felix Neureuther                       | Sebastian Foss Solevåg |
| 10 gennaio 2015  | Adelboden               | Svizzera    | Chuenisbärgli                  | GS    | Marcel Hirscher      | Alexis Pinturault                      | Henrik Kristoffersen   |
| 11 gennaio 2015  | Adelboden               | Svizzera    | Chuenisbärgli                  | SL    | Stefano Gross        | Fritz Dopfer                           | Marcel Hirscher        |
| 16 gennaio 2015  | Wengen                  | Svizzera    | Lauberhorn Männlichen/Jungfrau | KB    | Carlo Janka          | Victor Muffat Jeandet                  | Ivica Kostelić         |
| 17 gennaio 2015  | Wengen                  | Svizzera    | Männlichen/Jungfrau            | SL    | Felix Neureuther     | Stefano Gross                          | Henrik Kristoffersen   |
| 18 gennaio 2015  | Wengen                  | Svizzera    | Lauberhorn                     | DH    | Hannes Reichelt      | Beat Feuz                              | Carlo Janka            |
| 23 gennaio 2015  | Kitzbühel               | Austria     | Streifalm                      | SG    | Dominik Paris        | Matthias Mayer                         | Georg Streitberger     |
| 23 gennaio 2015  | Kitzbühel               | Austria     | Streifalm Ganslern             | KB    | Alexis Pinturault    | Marcel Hirscher                        | Ondřej Bank            |
| 24 gennaio 2015  | Kitzbühel               | Austria     | Streif                         | DH    | Kjetil Jansrud       | Dominik Paris                          | Guillermo Fayed        |
| 25 gennaio 2015  | Kitzbühel               | Austria     | Ganslern                       | SL    | Mattias Hargin       | Marcel Hirscher                        | Felix Neureuther       |
| 27 gennaio 2015  | Schladming              | Austria     | Planai                         | SL    | Aleksandr Chorošilov | Stefano Gross                          | Felix Neureuther       |
| 21 febbraio 2015 | Saalbach-Hinterglemm    | Austria     | Zwölfer                        | DH    | Matthias Mayer       | Max Franz                              | Hannes Reichelt        |
| 22 febbraio 2015 | Saalbach-Hinterglemm    | Austria     | Zwölfer                        | SG    | Matthias Mayer       | Adrien Théaux                          | Kjetil Jansrud         |
| 28 febbraio 2015 | Garmisch-Partenkirchen  | Germania    | Kandahar                       | DH    | Hannes Reichelt      | Romed Baumann                          | Matthias Mayer         |
| 1º marzo 2015    | Garmisch-Partenkirchen  | Germania    | Kandahar                       | GS    | Marcel Hirscher      | Felix Neureuther                       | Benjamin Raich         |
| 7 marzo 2015     | Lillehammer Kvitfjell   | Norvegia    | Olympiabakken                  | DH    | Hannes Reichelt      | Manuel Osborne-Paradis                 | Werner Heel            |
| 8 marzo 2015     | Lillehammer Kvitfjell   | Norvegia    | Olympiabakken                  | SG    | Kjetil Jansrud       | Vincent Kriechmayr                     | Dustin Cook            |
| 14 marzo 2015    | Kranjska Gora           | Slovenia    | Podkoren                       | GS    | Alexis Pinturault    | Marcel Hirscher                        | Thomas Fanara          |
| 15 marzo 2015    | Kranjska Gora           | Slovenia    | Podkoren                       | SL    | Henrik Kristoffersen | Giuliano Razzoli                       | Mattias Hargin         |
| 18 marzo 2015    | Méribel                 | Francia     | Roc de Fer                     | DH    | Kjetil Jansrud       | Didier Défago                          | Georg Streitberger     |
| 19 marzo 2015    | Méribel                 | Francia     | Roc de Fer                     | SG    | Dustin Cook          | Kjetil Jansrud                         | Brice Roger            |
| 21 marzo 2015    | Méribel                 | Francia     | Roc de Fer                     | GS    | Henrik Kristoffersen | Fritz Dopfer                           | Thomas Fanara          |
| 22 marzo 2015    | Méribel                 | Francia     | Roc de Fer                     | SL    | Marcel Hirscher      | Giuliano Razzoli                       | Aleksandr Chorošilov   |

Legenda:

DH = Discesa libera

SG = Supergigante

GS = Slalom gigante

SL = Slalom speciale

KB = combinata

P = Slalom parallelo

### Classifiche

#### Generale

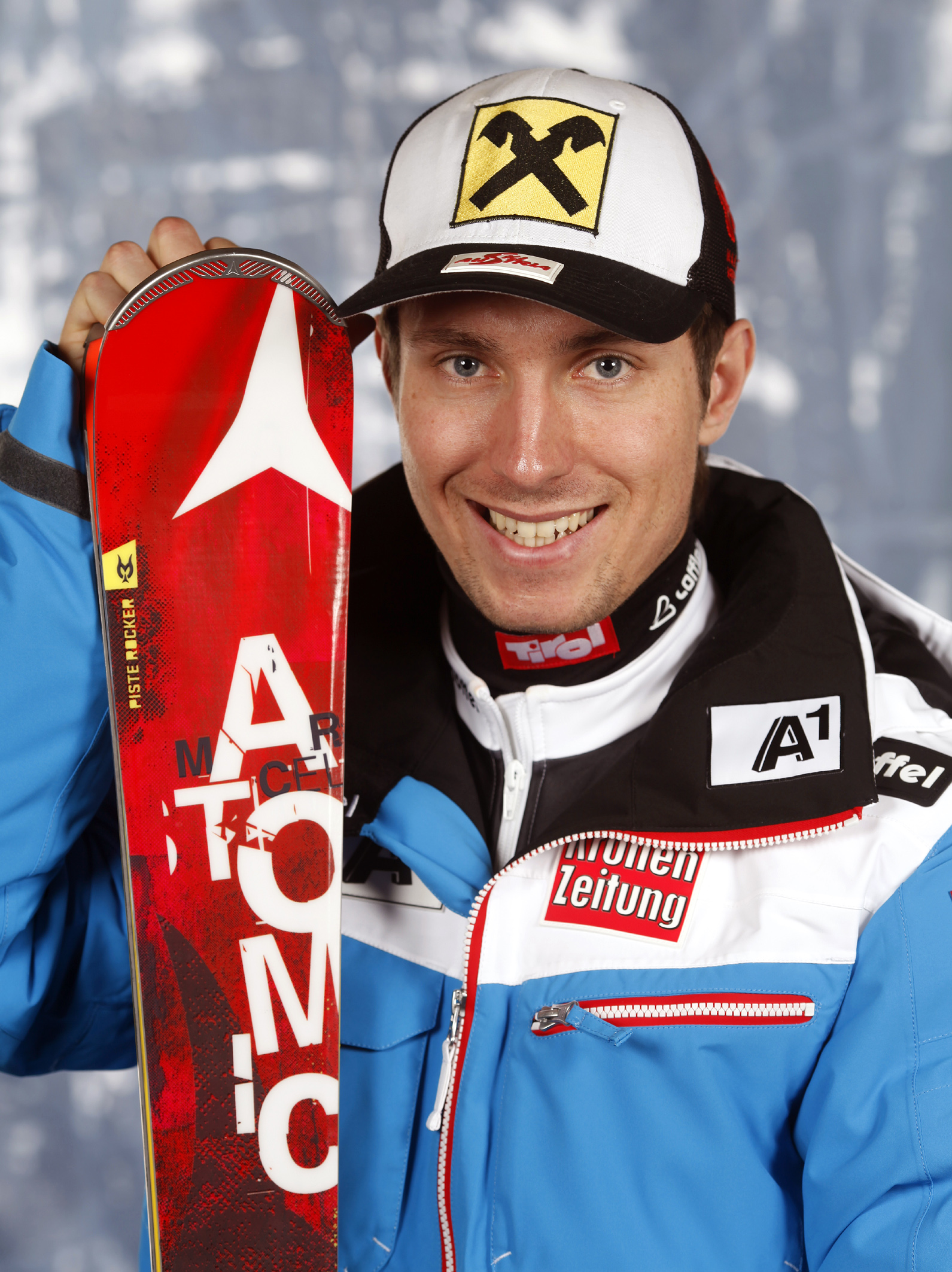
Marcel Hirscher nel 2013

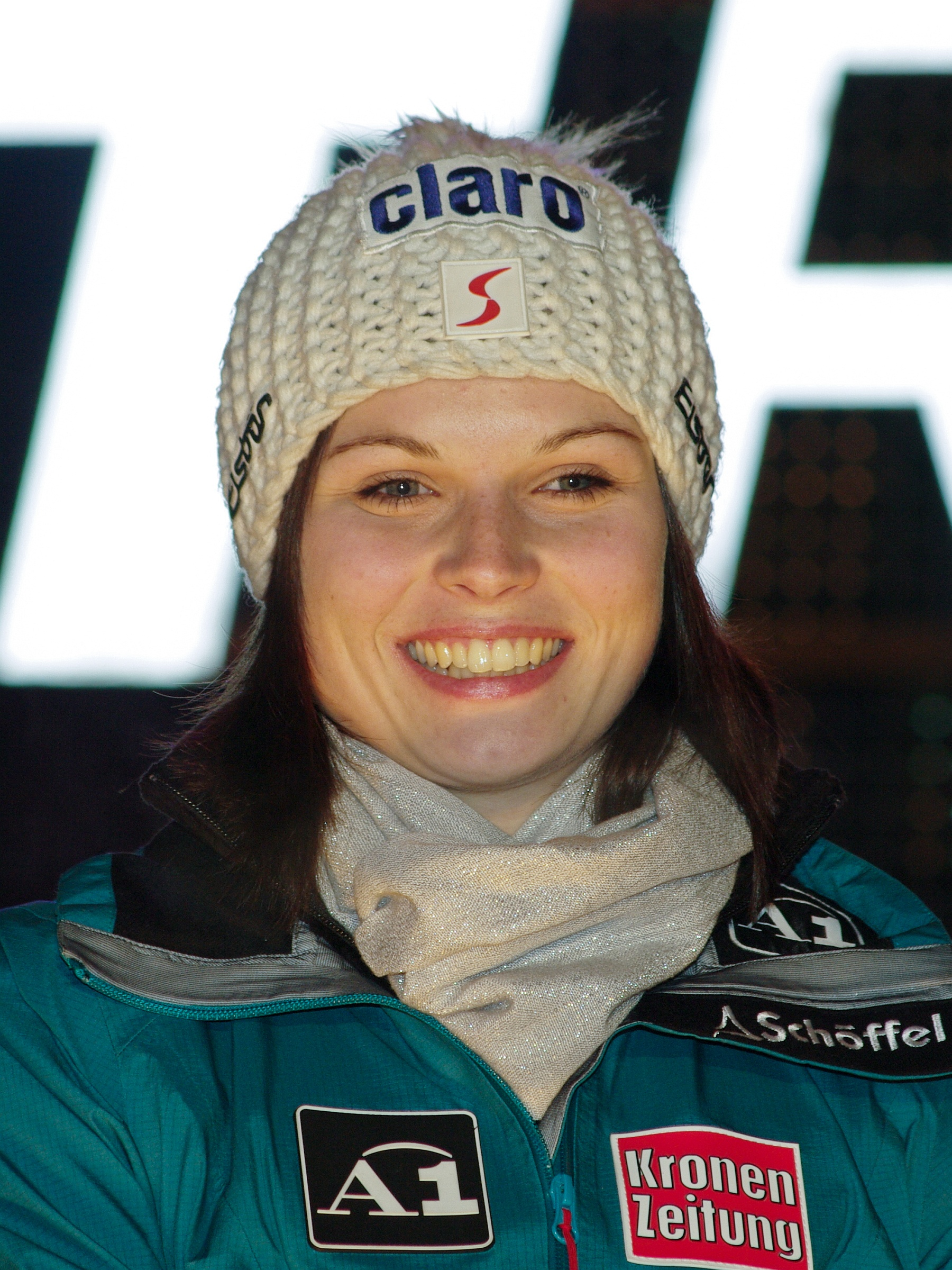
Anna Fenninger nel 2011

| Pos. | Nome                 | Nazione  | Punti |
| ---- | -------------------- | -------- | ----- |
| 1    | Marcel Hirscher      | Austria  | 1448  |
| 2    | Kjetil Jansrud       | Norvegia | 1288  |
| 3    | Alexis Pinturault    | Francia  | 1006  |
| 4    | Felix Neureuther     | Germania | 838   |
| 5    | Fritz Dopfer         | Germania | 797   |
| 6    | Hannes Reichelt      | Austria  | 760   |
| 7    | Dominik Paris        | Italia   | 745   |
| 8    | Henrik Kristoffersen | Norvegia | 729   |
| 9    | Matthias Mayer       | Austria  | 717   |
| 10   | Carlo Janka          | Svizzera | 643   |

#### Discesa libera
| Pos. | Nome            | Nazione  | Punti |
| ---- | --------------- | -------- | ----- |
| 1    | Kjetil Jansrud  | Norvegia | 605   |
| 2    | Hannes Reichelt | Austria  | 511   |
| 3    | Guillermo Fayed | Francia  | 389   |
| 4    | Matthias Mayer  | Austria  | 386   |
| 4    | Dominik Paris   | Italia   | 386   |

#### Supergigante
| Pos. | Nome            | Nazione  | Punti |
| ---- | --------------- | -------- | ----- |
| 1    | Kjetil Jansrud  | Norvegia | 556   |
| 2    | Dominik Paris   | Italia   | 353   |
| 3    | Matthias Mayer  | Austria  | 274   |
| 4    | Hannes Reichelt | Austria  | 243   |
| 5    | Dustin Cook     | Canada   | 239   |

#### Slalom gigante
| Pos. | Nome              | Nazione     | Punti |
| ---- | ----------------- | ----------- | ----- |
| 1    | Marcel Hirscher   | Austria     | 690   |
| 2    | Alexis Pinturault | Francia     | 487   |
| 3    | Ted Ligety        | Stati Uniti | 462   |
| 4    | Fritz Dopfer      | Germania    | 346   |
| 5    | Thomas Fanara     | Francia     | 330   |

#### Slalom speciale
| Pos. | Nome                 | Nazione  | Punti |
| ---- | -------------------- | -------- | ----- |
| 1    | Marcel Hirscher      | Austria  | 614   |
| 2    | Felix Neureuther     | Germania | 591   |
| 3    | Aleksandr Chorošilov | Russia   | 485   |
| 4    | Henrik Kristoffersen | Norvegia | 463   |
| 5    | Fritz Dopfer         | Germania | 451   |

#### Combinata
Nel 2015 è stata stilata anche la classifica della combinata, sebbene non sia stato assegnato alcun trofeo al vincitore.
| Pos. | Nome                  | Nazione   | Punti |
| ---- | --------------------- | --------- | ----- |
| 1    | Carlo Janka           | Svizzera  | 140   |
| 2    | Alexis Pinturault     | Francia   | 126   |
| 3    | Victor Muffat Jeandet | Francia   | 125   |
| 4    | Ivica Kostelić        | Croazia   | 110   |
| 5    | Ondřej Bank           | Rep. Ceca | 92    |

## Donne

### Risultati
| Data             | Località               | Nazione     | Pista                  | Spec. | Prima                           | Seconda                             | Terza               |
| ---------------- | ---------------------- | ----------- | ---------------------- | ----- | ------------------------------- | ----------------------------------- | ------------------- |
| 25 ottobre 2014  | Sölden                 | Austria     | Rettenbach             | GS    | Anna Fenninger Mikaela Shiffrin |                                     | Eva-Maria Brem      |
| 15 novembre 2014 | Levi                   | Finlandia   | Levi Black             | SL    | Tina Maze                       | Frida Hansdotter                    | Kathrin Zettel      |
| 29 novembre 2014 | Aspen                  | Stati Uniti | Lower Ruthie's         | GS    | Eva-Maria Brem                  | Kathrin Zettel                      | Federica Brignone   |
| 30 novembre 2014 | Aspen                  | Stati Uniti | Lower Ruthie's         | SL    | Nicole Hosp                     | Frida Hansdotter                    | Kathrin Zettel      |
| 5 dicembre 2014  | Lake Louise            | Canada      | Men’s Olympic Downhill | DH    | Tina Maze                       | Anna Fenninger                      | Tina Weirather      |
| 6 dicembre 2014  | Lake Louise            | Canada      | Men’s Olympic Downhill | DH    | Lindsey Vonn                    | Stacey Cook                         | Julia Mancuso       |
| 7 dicembre 2014  | Lake Louise            | Canada      | Men’s Olympic Downhill | SG    | Lara Gut                        | Lindsey Vonn                        | Tina Maze           |
| 12 dicembre 2014 | Åre                    | Svezia      | Olympia                | GS    | Tina Maze                       | Sara Hector                         | Eva-Maria Brem      |
| 13 dicembre 2014 | Åre                    | Svezia      | Olympia                | SL    | Maria Pietilä Holmner           | Tina Maze                           | Frida Hansdotter    |
| 20 dicembre 2014 | Val-d'Isère            | Francia     | Oreiller-Killy         | DH    | Lindsey Vonn                    | Elisabeth Görgl Viktoria Rebensburg |                     |
| 21 dicembre 2014 | Val-d'Isère            | Francia     | Oreiller-Killy         | SG    | Elisabeth Görgl                 | Anna Fenninger                      | Tina Maze           |
| 28 dicembre 2014 | Kühtai                 | Austria     | Hohe Mut               | GS    | Sara Hector                     | Anna Fenninger                      | Mikaela Shiffrin    |
| 29 dicembre 2014 | Kühtai                 | Austria     | Hohe Mut               | SL    | Mikaela Shiffrin                | Šárka Záhrobská                     | Wendy Holdener      |
| 1º gennaio 2015  | Monaco di Baviera      | Germania    | Olympiapark            | P     | annullata                       | annullata                           | annullata           |
| 4 gennaio 2015   | Zagabria Sljeme        | Croazia     | Crveni Spust           | SL    | Mikaela Shiffrin                | Kathrin Zettel                      | Nina Løseth         |
| 13 gennaio 2015  | Flachau                | Austria     | Griessenkar            | SL    | Frida Hansdotter                | Tina Maze                           | Mikaela Shiffrin    |
| 16 gennaio 2015  | Cortina d'Ampezzo      | Italia      | Olimpia delle Tofane   | DH    | Elena Fanchini                  | Larisa Yurkiw                       | Viktoria Rebensburg |
| 18 gennaio 2015  | Cortina d'Ampezzo      | Italia      | Olimpia delle Tofane   | DH    | Lindsey Vonn                    | Elisabeth Görgl                     | Daniela Merighetti  |
| 19 gennaio 2015  | Cortina d'Ampezzo      | Italia      | Olimpia delle Tofane   | SG    | Lindsey Vonn                    | Anna Fenninger                      | Tina Weirather      |
| 24 gennaio 2015  | Sankt Moritz           | Svizzera    | Engiadina              | DH    | Lara Gut                        | Anna Fenninger                      | Edit Miklós         |
| 25 gennaio 2015  | Sankt Moritz           | Svizzera    | Engiadina              | SG    | Lindsey Vonn                    | Anna Fenninger                      | Nicole Hosp         |
| 21 febbraio 2015 | Maribor                | Slovenia    | Pohorje                | GS    | Anna Fenninger                  | Viktoria Rebensburg                 | Tina Weirather      |
| 22 febbraio 2015 | Maribor                | Slovenia    | Radvanje               | SL    | Mikaela Shiffrin                | Veronika Zuzulová                   | Šárka Záhrobská     |
| 28 febbraio 2015 | Bansko                 | Bulgaria    | Marc Girardelli        | SG    | annullata                       | annullata                           | annullata           |
| 1º marzo 2015    | Bansko                 | Bulgaria    | Marc Girardelli Tomba  | KB    | Anna Fenninger                  | Tina Maze                           | Kathrin Zettel      |
| 2 marzo 2015     | Bansko                 | Bulgaria    | Marc Girardelli        | SG    | Anna Fenninger                  | Tina Maze                           | Lindsey Vonn        |
| 7 marzo 2015     | Garmisch-Partenkirchen | Germania    | Kandahar               | DH    | Tina Weirather                  | Anna Fenninger                      | Tina Maze           |
| 8 marzo 2015     | Garmisch-Partenkirchen | Germania    | Kandahar               | SG    | Lindsey Vonn                    | Tina Maze                           | Anna Fenninger      |
| 13 marzo 2015    | Åre                    | Svezia      | Olympia                | GS    | Anna Fenninger                  | Nadia Fanchini                      | Eva-Maria Brem      |
| 14 marzo 2015    | Åre                    | Svezia      | Olympia                | SL    | Mikaela Shiffrin                | Veronika Zuzulová                   | Šárka Záhrobská     |
| 18 marzo 2015    | Méribel                | Francia     | Roc de Fer             | DH    | Lindsey Vonn                    | Elisabeth Görgl                     | Nicole Hosp         |
| 19 marzo 2015    | Méribel                | Francia     | Roc de Fer             | SG    | Lindsey Vonn                    | Anna Fenninger                      | Tina Maze           |
| 21 marzo 2015    | Méribel                | Francia     | Roc de Fer             | SL    | Mikaela Shiffrin                | Frida Hansdotter                    | Veronika Zuzulová   |
| 22 marzo 2015    | Méribel                | Francia     | Roc de Fer             | GS    | Anna Fenninger                  | Eva-Maria Brem                      | Tina Maze           |

Legenda:

DH = Discesa libera

SG = Supergigante

GS = Slalom gigante

SL = Slalom speciale

KB = combinata

P = Slalom parallelo

### Classifiche

#### Generale
| Pos. | Nome             | Nazione       | Punti |
| ---- | ---------------- | ------------- | ----- |
| 1    | Anna Fenninger   | Austria       | 1553  |
| 2    | Tina Maze        | Slovenia      | 1531  |
| 3    | Lindsey Vonn     | Stati Uniti   | 1087  |
| 4    | Mikaela Shiffrin | Stati Uniti   | 1036  |
| 5    | Nicole Hosp      | Austria       | 684   |
| 6    | Frida Hansdotter | Svezia        | 679   |
| 7    | Kathrin Zettel   | Austria       | 646   |
| 8    | Elisabeth Görgl  | Austria       | 638   |
| 9    | Lara Gut         | Svizzera      | 623   |
| 10   | Tina Weirather   | Liechtenstein | 603   |

#### Discesa libera
| Pos. | Nome            | Nazione     | Punti |
| ---- | --------------- | ----------- | ----- |
| 1    | Lindsey Vonn    | Stati Uniti | 502   |
| 2    | Anna Fenninger  | Austria     | 399   |
| 3    | Tina Maze       | Slovenia    | 356   |
| 4    | Elisabeth Görgl | Austria     | 337   |
| 5    | Elena Fanchini  | Italia      | 291   |

#### Supergigante
| Pos. | Nome            | Nazione     | Punti |
| ---- | --------------- | ----------- | ----- |
| 1    | Lindsey Vonn    | Stati Uniti | 540   |
| 2    | Anna Fenninger  | Austria     | 512   |
| 3    | Tina Maze       | Slovenia    | 390   |
| 4    | Cornelia Hütter | Austria     | 286   |
| 5    | Lara Gut        | Svizzera    | 261   |

#### Slalom gigante
| Pos. | Nome             | Nazione     | Punti |
| ---- | ---------------- | ----------- | ----- |
| 1    | Anna Fenninger   | Austria     | 542   |
| 2    | Eva-Maria Brem   | Austria     | 436   |
| 3    | Mikaela Shiffrin | Stati Uniti | 357   |
| 4    | Sara Hector      | Svezia      | 329   |
| 5    | Tina Maze        | Slovenia    | 266   |

#### Slalom speciale
| Pos. | Nome             | Nazione     | Punti |
| ---- | ---------------- | ----------- | ----- |
| 1    | Mikaela Shiffrin | Stati Uniti | 679   |
| 2    | Frida Hansdotter | Svezia      | 569   |
| 3    | Tina Maze        | Slovenia    | 439   |
| 4    | Šárka Záhrobská  | Rep. Ceca   | 376   |
| 5    | Kathrin Zettel   | Austria     | 356   |

#### Combinata
Nel 2015 è stata stilata anche la classifica della combinata, sebbene non sia stato assegnato alcun trofeo alla vincitrice.
| Pos. | Nome                 | Nazione  | Punti |
| ---- | -------------------- | -------- | ----- |
| 1    | Anna Fenninger       | Austria  | 100   |
| 2    | Tina Maze            | Slovenia | 80    |
| 3    | Kathrin Zettel       | Austria  | 60    |
| 4    | Margot Bailet        | Francia  | 50    |
| 5    | Marie-Michèle Gagnon | Canada   | 45    |

## Coppa delle Nazioni

### Risultati
| Data          | Località | Nazione | Pista      | Spec. | Prima                                                                    | Seconda                                                               | Terza                                                                      |
| ------------- | -------- | ------- | ---------- | ----- | ------------------------------------------------------------------------ | --------------------------------------------------------------------- | -------------------------------------------------------------------------- |
| 20 marzo 2015 | Méribel  | Francia | Roc de Fer | P     | Svizzera Charlotte Chable Wendy Holdener Justin Murisier Reto Schmidiger | Svezia Mattias Hargin Sara Hector Anton Lahdenperä Anna Swenn Larsson | Austria Eva-Maria Brem Christoph Nösig Philipp Schörghofer Carmen Thalmann |

Legenda:

P = Slalom parallelo

### Classifiche
Le classifiche della Coppa delle Nazioni vengono stilate sommando i punti ottenuti da ogni atleta in ogni gara individuale e quelli assegnati nella gara a squadre.

#### Generale
| Pos. | Nazione     | Punti |
| ---- | ----------- | ----- |
| 1    | Austria     | 11617 |
| 2    | Italia      | 6145  |
| 3    | Svizzera    | 5362  |
| 4    | Stati Uniti | 5069  |
| 5    | Francia     | 5007  |

#### Uomini
| Pos. | Nazione  | Punti |
| ---- | -------- | ----- |
| 1    | Austria  | 5768  |
| 2    | Francia  | 3874  |
| 3    | Italia   | 3412  |
| 4    | Svizzera | 3158  |
| 5    | Norvegia | 2592  |

#### Donne
| Pos. | Nazione     | Punti |
| ---- | ----------- | ----- |
| 1    | Austria     | 5849  |
| 2    | Stati Uniti | 3159  |
| 3    | Italia      | 2733  |
| 4    | Svezia      | 2291  |
| 5    | Svizzera    | 2204  |